# Morti nel 2000/Senza giorno specificato
| Questa pagina contiene informazioni ricavate automaticamente dalle voci biografiche con l'ausilio del template Bio e di un bot. L'aggiornamento è periodico e automatico e ricostruisce completamente la pagina. Se manca una persona in questa lista, sei pregato di non aggiungerla, ma accertati piuttosto che la sua voce biografica contenga il template Bio e che i dati anagrafici siano correttamente compilati. Se il template Bio manca, inseriscilo tu stesso o, in alternativa, metti l'avviso {{tmp\|Bio}} che ne segnala la mancanza. Se i dati riportati sono sbagliati, correggi direttamente la voce biografica; le modifiche saranno visibili in questa lista entro pochi giorni. Per chiarimenti vedi il progetto biografie. La lista contiene solo le 64 persone che sono citate nell'enciclopedia e per le quali è stato implementato correttamente il template Bio. Pagina aggiornata al 18 giu 2025. |

- Louis Armitage, calciatore inglese (n. 1921)
- Ramón Astudillo, calciatore argentino
- Katalin Bárány, cestista ungherese (n. 1935)
- Cesare Bardelli, baritono italiano (n. 1910)
- Ugo Bartalini, politico e ingegnere italiano (n. 1899)
- Helmut Berthold, pallamanista tedesco (n. 1911)
- Vincenzo Bianchini, pittore, scultore e scrittore italiano (n. 1903)
- Marino Boldrin, imprenditore e dirigente sportivo italiano (n. 1915)
- Edo Bonistalli, psicologo, psicoterapeuta e insegnante italiano (n. 1929)
- Ġużi Bonnici, calciatore maltese (n. 1931)
- Miroslav Brkljača, calciatore jugoslavo (n. 1932)
- René Brodmann, calciatore e allenatore di calcio svizzero (n. 1933)
- Roberto Capparelli, calciatore argentino (n. 1923)
- Walter Carasso, partigiano, allenatore di calcio e calciatore italiano (n. 1922)
- Umberto Maria Casotti, pittore italiano (n. 1919)
- Arturo Cassina, imprenditore italiano (n. 1912)
- Luigi Castoldi, ingegnere e imprenditore italiano (n. 1906)
- Jerry Catena, mafioso statunitense (n. 1902)
- Remigio Clementoni, pittore e scultore italiano (n. 1912)
- Bertram Clements, calciatore inglese (n. 1913)
- Gustavo Comollo, partigiano italiano (n. 1904)
- Angelo Culotta, magistrato e saggista italiano (n. 1939)
- Jamtsying Davaajav, lottatore mongolo (n. 1953)
- Carlo Cristiano Delforno, scrittore italiano (n. 1943)
- Norman Dodgin, allenatore di calcio e calciatore inglese (n. 1921)
- Frederick Firth, cantante e educatore inglese (n. 1913)
- Judy Fryd, attivista britannica (n. 1909)
- Bianca Gallizia, ballerina e coreografa italiana (n. 1905)
- Piero Giunni, pittore italiano (n. 1912)
- Tonatiuh Gutiérrez, nuotatore messicano (n. 1929)
- Ray Harrison, schermidore britannico (n. 1929)
- Bertha Holt, attivista statunitense (n. 1904)
- Fiorella Imparati, storica italiana (n. 1930)
- Jovan Jezerkić, calciatore jugoslavo (n. 1920)
- Sadik Kaceli, pittore e scultore albanese (n. 1914)
- Werner Kopp, nuotatore e pallanuotista svizzero (n. 1902)
- Yasuo Koyama, goista giapponese (n. 1937)
- Anatolij Kuznecov, compositore di scacchi russo (n. 1932)
- Raffaele Laporta, pedagogista italiano (n. 1916)
- Orfeo Locatelli, pittore italiano (n. 1919)
- Roberto Loyola, pittore, regista e produttore cinematografico italiano (n. 1937)
- Fausto Masi, ingegnere italiano (n. 1904)
- Jurij Melichov, ciclista su strada sovietico (n. 1937)
- Gian Giacomo Menon, poeta italiano (n. 1910)
- Giovanni Miele, giurista italiano (n. 1907)
- Osvaldo Monass, educatore italiano (n. 1907)
- Didier Méda, sciatore freestyle francese (n. 1963)
- Vito Nicoletti, sindacalista e antifascista italiano (n. 1909)
- Frances Osman, attrice statunitense (n. 1908)
- Park Kyu-chung, calciatore sudcoreano (n. 1924)
- Enrico Parnigotto, scultore italiano (n. 1908)
- Norman Penrose, calciatore inglese (n. 1922)
- Raymonde Pécheux, schermitrice francese
- Nino Rosani, architetto italiano (n. 1909)
- Sandro Salvetti, giocatore di bridge e imprenditore italiano (n. 1922)
- William Segal, artista statunitense (n. 1904)
- Luigi Stifani, violinista italiano (n. 1914)
- Yasuo Suzuki, calciatore giapponese (n. 1913)
- Aba Szathmáry, cestista e giavellottista ungherese (n. 1917)
- Constance Lindsay Taylor, scrittrice e poetessa inglese (n. 1907)
- Paul Todd, allenatore di calcio e calciatore inglese (n. 1920)
- Vladimir Ulanov, pallavolista sovietico (n. 1951)
- Icilio Vecchiotti, storico della filosofia, orientalista e saggista italiano (n. 1930)
- Hans von Klier, designer cecoslovacco (n. 1934)